# Cripple Clarence Lofton
Cripple Clarence Lofton, född Albert Clemens 28 mars 1887 i Kingsport, Tennessee, död 9 januari 1957 i Chicago, Illinois, var en amerikansk bluespianist och sångare, känd inom boogie woogie-genren.
Loftons smeknamn kom av att han sedan födseln var halt. Detta till trots inledde han sin karriär som steppdansare. Som musiker blev han känd för sina energiska scenframträdanden, under vilka han spelade piano, dansade, sjöng och visslade, snarare än för teknisk skicklighet. Han gjorde sin första inspelning 1935 för Vocalion Records och fortsatte göra inspelningar in på 1940-talet, medan han spelade på sin egen nattklubb, Big Apple, i Chicago. I slutet av 1940-talet pensionerade han sig. Han avled 1957 till följd av en blodpropp i hjärnan.
Till Loftons mest kända sånger hör "Strut That Thing", "Monkey Man Blues" och "I Don't Know".